# Benton, Pennsylvania
Benton là một thị trấn thuộc quận Columbia, tiểu bang Pennsylvania, Hoa Kỳ. Năm 2010, dân số của thị trấn này là 824 người.